# Sivatherium
Sivatherium ("Bestia di Siva") è un genere estinto di giraffidi.

## Descrizione

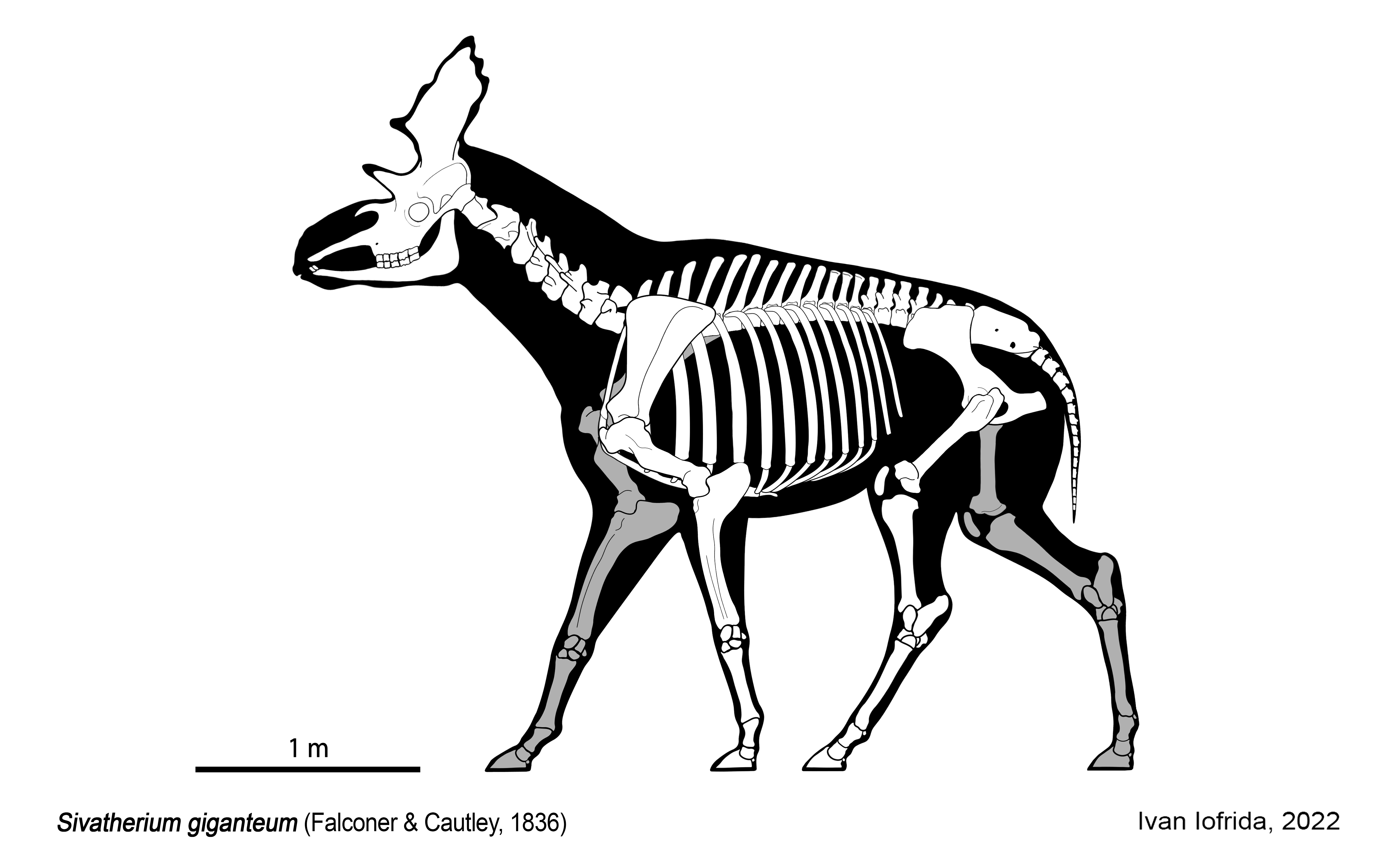
Ricostruzione dello scheletro di Sivatherium giganteum

Sivatherium era molto simile all'attuale okapi, fatta eccezione per le dimensioni (2,2 m al garrese) e gli ossiconi, dei quali aveva due paia: uno appena sopra gli occhi, molto simile agli ossiconi delle giraffa, ed un altro sulla testa, simile alle corna del kudu maggiore. Le spalle erano molto muscolose e forti per sorreggere il peso del cranio.
Originario del Miocene superiore, circa 7 milioni di anni fa, visse fino al tardo Pleistocene, nel Calabriano.
In termini di peso (fino a 1800 Kg) è uno dei più grandi giraffidi conosciuti e uno dei più grandi ruminanti di tutti i tempi.

## Distribuzione e habitat
L'areale di Sivatherium andava dall'Africa al Sud-est asiatico; tuttavia era particolarmente diffuso in India.

## Estinzione
L'ultimo luogo in cui esistettero fu nelle pianure del Nordafrica, allora savana, ma si estinse quando il Sahara tornò ad essere un arido deserto.

## Tassonomia
La specie africana Sivatherium maursium veniva fino a poco tempo fa assegnata in un genere a parte (ora soppresso), Libyatherium.